# Парашка
Парашка — наивысшая горная вершина в Сколевских Бескидах высотой 1268,5 м, на территории Стрыйского района Львовской области, на запад от города Сколе. По названию горы называют и хребет, на котором она расположена.
Склоны покрыты хвойными лесами (ель, пихта) с примесью бука, берёзы. Травяной покров представлен многочисленными видами редких растений, часть из которых занесена в Красную книгу Украины.
По поводу названия горы существует легенда, которая гласит, что гора названа в честь Параски — дочери (по другой версии — жены) князя Святослава Владимировича, сына Владимира Великого, которая была убита на этой горе дружинниками Святополка Окаянного в 1015 году. Этому событию предшествовала битва Святослава и Святополка вблизи города Сколе.
Парашка является объектом туризма, от Сколе проложен маркированный туристический маршрут. Ниже вершины установлена каменная плита, рассказывающая о том, что гора названа в честь дочери Святослава — Параски. В 1999 на вершине горы установлен металлический крест, который после зимы 2007/2008 сломался и позже в 2008 году был восстановлен.